# Yoav Avni
Yoav Avni (in ebraico יואב אבני‎?; Giv'atayim, 24 novembre 1969) è uno scrittore e traduttore israeliano.
I suoi libri HaHamishit Shel Chong Levi (Chong Levi's Fifth) e Herzl Amar (Herzl Said) hanno ricevuto il riconoscimento nazionale e il Geffen Award rispettivamente nel 2010 e 2012.

## Biografia
Yoav Avni è nato il 24 novembre 1969 a Giv'atayim in Israele. Ha conseguito il bachelor degree in economia e management all'università di Tel Aviv e un master in comunicazioni all'università di Clark.
Nel 1995 ha pubblicato il suo primo libro Eize Metumtamim HaAmerikaim. Degli estratti sono stati descritti nella pubblicazione israeliana "Moznayim" e in varie riviste americane. Una versione digitale è stata pubblicata nel 2013.
Three Things for a Desert Island, pubblicato nel 2006, è stato il suo primo romanzo divenuto best seller. Una moderna favola di un dipendente d'alta tecnologia che si reca in viaggio d'affari a "Go-Ten-Gent", una fittizia isola nell'oceano indiano. Nominato per il Geffen Award come miglior libro originale nel 2007.
Nel 2009 ha pubblicato il suo terzo libro HaHamishit Shel Chong Levi che racconta del figlio di una madre cinese lavoratrice straniera e di un padre tifoso di calcio. Ha vinto il Geffen Award come miglior libro originale nel 2010.
Sempre nel 2010 ha tradotto il libro The Water-Babies scritto da Charles Kingsley.
Nel 2011 ha pubblicato il suo quarto libro, Herzl Amar. Una premessa immaginaria dove lo schema Uganda è stato messo in atto e lo Stato d'Israele è stato stabilito in Africa orientale. Ha vinto il premio Geffen Award come miglior libro nella categoria fantasy e fantascienza nel 2012.
Nel 2013 è stata pubblicata la sua rinnovata traduzione del libro La collina dei conigli scritto da Richard Adams e nel 2014 ha tradotto il libro La mia famiglia e altri animali scritto da Gerald Durrell.
Nel 2016 ha pubblicato Lahatzot Nahar Paamyim. Il romanzo si svolge in un inverno particolarmente piovoso quando una creatura mitologica emerge dal fiume Yarkon.

## Libri
- Eize Metumtamim HaAmerikaim (Those Strange Americans) - OCLC 34547818
- Shlosha Dvarim l'Yi Boded (Three Things for a Desert Island) - OCLC 232668991
- HaHamishit Shel Chong Levi (Chong Levi's Fifth) - ISBN 978-965-517-374-1
- Herzl Amar (Herzl Said) - ISBN 978-965-552-182-5
- Lahatzot Nahar Paamyim (To Cross a River Twice) - ISBN 978-965-566-191-0